# Желехівський Євген Ієронімович
Євге́н Ієроні́мович Желехі́вський (24 грудня 1844, Хишевичі — 18 листопада 1885, Станиславів, нині Івано-Франківськ) — український лексикограф, фольклорист, громадський діяч, творець правопису «желехівки». Учень Франя Міклошича.

## Життєпис
Народився 24 грудня 1844 року в селі Хишевичах (тепер Городоцького району Львівської області).
У 1869 році закінчив філософський факультет Львівського університету. Викладав українську в цісарсько-королівських гімназіях у Перемишлі та Станиславові. Один із засновників товариства «Просвіта» ві Львові.
Помер 18 листопада 1885 року в Станиславові (нині Івано-Франківськ), похований на цвинтарі на вулиці Сапіжинській (нині на його місці — Івано-Франківський меморіальний сквер).

## Праці
Автор 2-томного «Малоруско-нїмецького словаря» (1886; видання впорядкував, а 2 том завершив за матеріалами Желехівського з деякими доповненнями й видав С. Недільський). Словник містить понад 64 000 слів, уживаних як на Західній, так і на Східній Україні. Свого часу він був найповнішим джерелом для знайомства з лексикою української мови, відіграв важливу роль у ширенні нової української літературної мови в Галичині та витісненні зі вжитку язичія.
Застосований у словнику фонетичний правопис (так звана желехівка), який згодом (1892) було запроваджено в школах Галичини й Буковини як обов'язковий, а також використовувано в виданнях народовців і НТШ, сприяв зближенню західноукраїнського правопису зі східноукраїнським. Желехівському належать кілька розвідок з фольклору.

### Видання
- Малоруско-німецький словар. — Львів, 1886.
- Німецько-руский словар. — Чернівці, 1912.